# Anthrenus fuscus
Anthrenus fuscus är en skalbaggsart som beskrevs av Olivier 1789. Anthrenus fuscus ingår i släktet Anthrenus och familjen ängrar. Arten är reproducerande i Sverige. Inga underarter finns listade i Catalogue of Life.